# Trzy Źródła
Trzy Źródła, Trzy Studnie, Trzy Studniczki (słow. Tri studničky, niem. Drei Quellen, węg. Három-forrás) – miejsce przy Tatrzańskiej Drodze Młodości w słowackich Tatrach, pomiędzy miejscowością Szczyrbskie Jezioro (8,5 km) a osadą Podbańska (4,5 km). Znajduje się tutaj rozdroże szlaków turystycznych, przystanek  autobusowy i płatny parking. Nazwa pochodzi od trzech źródeł dobrej wody wytryskujących w tej okolicy (w języku słowackim studníčka oznacza źródło). Trzy Źródła położone są na wysokości 1140 m n.p.m. na zalesionym obszarze Doliny Bielańskiej, ale w odległości kilku minut od szosy znajduje się niewielka polana, stara leśniczówka i jedno ze źródeł. Przy szosie znajduje się pomnik upamiętniający 7 partyzantów, którzy w 1945 zginęli pod Krywaniem. Przed II wojną światową w starej leśniczówce  wynajmowano jeden pokój dla turystów wędrujących na Krywań. O leśniczówce tej pisze  Adam Bahdaj w swojej powieści Order z Księżyca, często nocowali w niej w czasie wojny kurierzy tatrzańscy.
W 1967 r. około 300 m od starej leśniczówki wybudowano nową i na nią przeniesiono nazwę Trzy Źródła.

## Szlaki turystyczne
Czasy podane według przewodnika Tatry słowackie. Na tabliczkach słowackich i na różnych mapach czasy przejść różnią się.
  – niebieski szlak od Trzech Źródeł  przez Rozdroże pod Gronikiem, Dolinę Koprową, Rozdroże w Hlińskiej i Doliną Hlińską na Koprową Przełęcz.
- Czas przejścia z Trzech Źródeł do Rozdroża w Hlińskiej: 2:35 h, 2:20 h
- Czas przejścia od Rozdroża w Hlińskiej na przełęcz: 2:15 h, ↓ 2 h

    – zielony do Rozdroża pod Krywaniem, potem niebieski na Krywań. Czas przejścia 3:45 h, ↓ 2.45 h
  – czerwony (Magistrala Tatrzańska), odcinek do Szczyrbskiego Jeziora przez Rozdroże przy Jamskim Stawie i Rozdroże w Dolinie Furkotnej. Czas przejścia 2:40 h, ↓ 2:20 h
  – czerwony (Magistrala Tatrzańska), odcinek do Podbańskiej. Czas przejścia 1:10 h, ↓ 1:25 h.